# Georg Jacob Decker
Georg Jacob Decker der Ältere (* 12. Februar 1732 in Basel; † 17. November 1799 in Berlin) war ein Buchdrucker in Berlin.

## Leben
Er war ein Nachkomme aus der Familie des Basler Buchdruckers Georg Decker, der dort die Buchdruckerei der Basler Universität gegründet hatte.
Georg Jacob Decker übernahm die damals schlecht gehende Buchdruckerei seines Schwiegervaters Jean Grynaeus (1685–1749 oder –1754) in Berlin und brachte sie bald zur Blüte. 1763 wurde Decker zum Hofbuchdrucker ernannt, zwei Jahre später wurde dieses Recht wirksam. Decker produzierte zwischen 1782 und 1789 in der eigens im Schloss des preußischen Königs eingerichteten Druckerei in 25 Bänden die Werke Friedrichs des Großen sowie unter anderem Werke von August Wilhelm Iffland, Anna Louisa Karsch, Johann Caspar Lavater, Johann Heinrich Pestalozzi, Johann Heinrich Jung-Stilling und Erasmus von Rotterdam (Lob der Narrheit, 1781). 1787 wurde ihm der erbliche Titel eines Geheimen Oberhofbuchdruckers verliehen.
Decker war Mitglied der Berliner Freimaurerloge Zur Eintracht und von 1785 bis 1793 deren Meister vom Stuhl.
1792 übergab Georg Jacob Decker das Unternehmen an seinen gleichnamigen Sohn. Er starb 1799 im Alter von 67 Jahren in Berlin. Beigesetzt wurde er auf dem Dreifaltigkeitsfriedhof vor dem Potsdamer Tor. Das Grab ging spätestens bei der Einebnung des Friedhofs im Jahr 1922 verloren.
Deckers Nachkommen führten die Königlich Geheime Oberhofbuchdruckerei fort und erweiterten sie. Zum hundertjährigen Firmenjubiläum 1863 wurde seinem Enkel Rudolf Ludwig Decker der erbliche Adelstitel verliehen. Nach dessen Tod im Jahr 1877 wurde die Druckerei vom Deutschen Reich gekauft und auf Initiative des damaligen General-Postmeisters Heinrich von Stephan am 1. April 1879 durch Zusammenschluss mit der 1852 gegründeten Königlich preußischen Staatsdruckerei zur Deutschen Reichsdruckerei, aus der nach dem Zweiten Weltkrieg die heutige Bundesdruckerei entstand.

## Familie

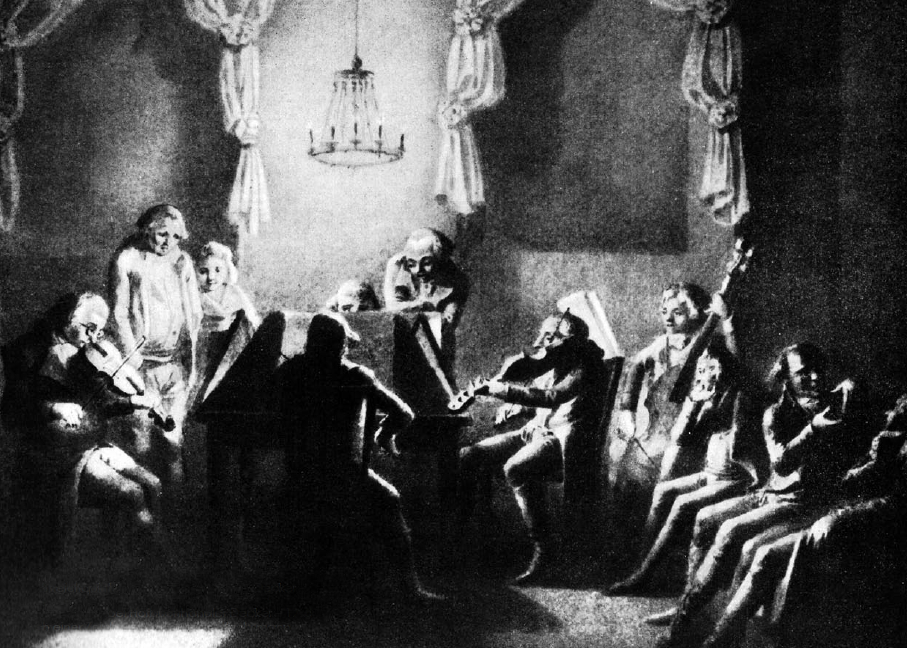
Anton Wachsmann: Streichquintett bei Hofbuchhändler Decker

Georg Jakob Decker und seine Frau bekamen zehn Kinder, von denen sechs über das Kleinkindalter hinaus am Leben blieben. Die Familie pflegte insbesondere die Hausmusik, wovon noch eine Tuschzeichnung des Malers Wachsmann Zeugnis ablegt. Sie befindet sich in der Berliner Staatsbibliothek. Deckers älteste Töchter heirateten Christian Sigismund und Johann Karl Philipp Spener, die beiden jüngsten den Buchhändler Heinrich August Rottmann und den Drucker Wilhelm Haas den Jüngeren. Die mittlere Tochter, Luise Elisabeth, verehelichte sich mit Friedrich Philipp Rosenstiel, die Tochter Henriette, die aus dieser Verbindung hervorging, heiratete 1817 Gottfried Schadow. Decker verlor 1784 seine Frau. Auf Anraten Salomon Gessners und Salomon Landolts holte er seine Schwester, die Witwe Schobinger, nach Berlin, die nun dem Hauswesen in der Brüderstraße 29 vorstand.

## Quelle
- Meyers Konversations-Lexikon, 1888, S. 4605.